# 苗20線
苗20線 下員林－獅頭山，是位於苗栗縣南庄鄉的一條鄉道，西起員林村下員林，東至獅山村獅頭山勸化堂旁山門前，全長8.393公里。

## 路線說明
苗栗縣
- 南庄鄉：下員林（起點， 台3線舊線岔路）→下員林（ 台3線岔路）→ 南富橋（ 苗20-1線岔路）→水隴（ 苗20-3線岔路）→ 龍門口南（ 縣道124號岔路）→ 龍門口北（ 縣道124號岔路）→ 龍門口東（ 苗20-2線岔路）→ 獅頭山停車場前（終點）

## 支線
苗20-1線 大南埔－芎蕉湖
- ：南富東（起點， 苗20線岔路）→芎蕉湖（終點）

苗20-2線 都歷口－食水篙
- 南庄鄉：龍門口東（起點， 苗20線岔路）→嘟嚦口→ 縣界（終點，接 竹41線）

苗20-3線 水龍－桂竹林
- 南庄鄉：南美橋（起點， 苗20線岔路）→永興橋→ 豐年橋（終點， 縣道124號岔路）

## 沿線景點、設施
- 田美大橋
- 中港溪
- 獅頭山

## 交會重要道路
- 台3線
- 縣道124號